# Anton Romako
Anton Romako (ur. 20 października 1832 w Atzgersdorf, zm. 8 marca 1889 w Wiedniu) – austriacki malarz, uważany za prekursora ekspresjonizmu.

## Życiorys
Anton Romako był nieślubnym synem fabrykanta Josefa Leppera i jego gospodyni Elisabeth Marii Anny Romako.
Rozpoczął studia na Akademii Sztuk Pięknych w Wiedniu, lecz profesor tej uczelni, malarz akademicki okresu biedermeier Ferdinand Georg Waldmüller odmówił mu wszelkich uzdolnień artystycznych. Mimo to kontynuował studia w Monachium u Wilhelma von Kaulbacha, potem w Wenecji, Rzymie i Londynie. W latach pięćdziesiątych powrócił do Wiednia, by studiować prywatnie u Carla Rahla.
W latach 1857–1876 przebywał w Rzymie, zajmując się malarstwem portretowym i rodzajowym. Po powrocie do Wiednia spotkał się z niechętnym przyjęciem publiczności, hołdującej akademickiemu malarstwa Hansa Makarta. Z tego powodu często opuszczał Wiedeń i odwiedzał Węgry, Włochy i Francję.
W roku 1862 poślubił Zofię Köbel, lecz małżeństwo skończyło się w roku 1875 rozwodem. Spośród pięciorga potomków dwie córki – Mathilde i Mary – popełniły w roku 1887 samobójstwo.
Zajmował się głównie malarstwem pejzażowym, a także portretowym i historycznym. Jego portrety wykazywały wpływy wczesnego ekspresjonizmu, co spotykało się z ujemną oceną konserwatywnej krytyki. Obecnie jest uznawany za wybitnego malarza austriackiego końca XIX wieku.

## Galeria

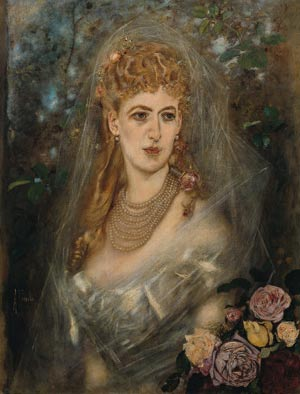
Hrabina Maria Magda Kuefstein (1878–1880)
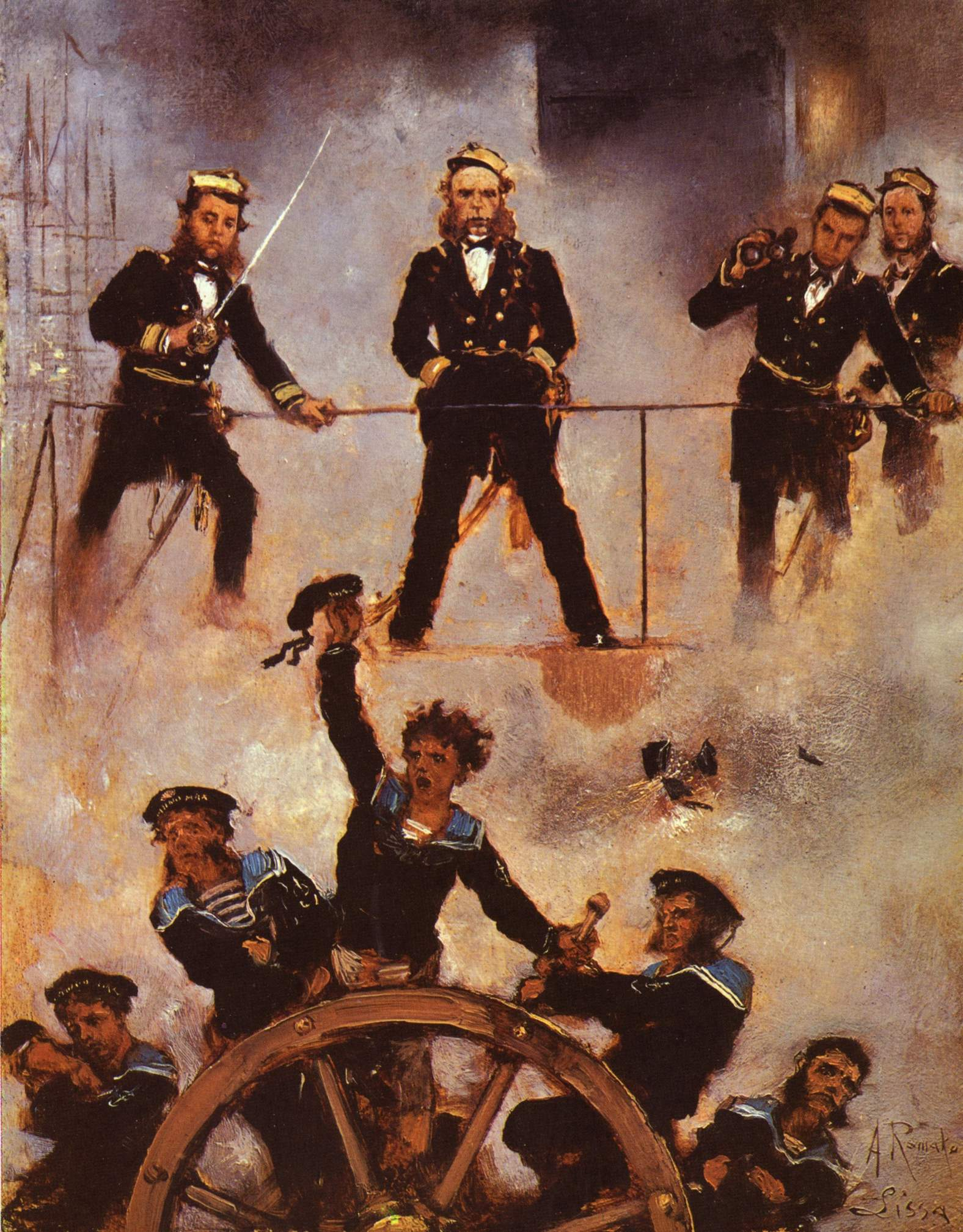
Kontradmirał Wilhelm von Tegetthoff podczas Bitwy pod Lissą (1878–1880)
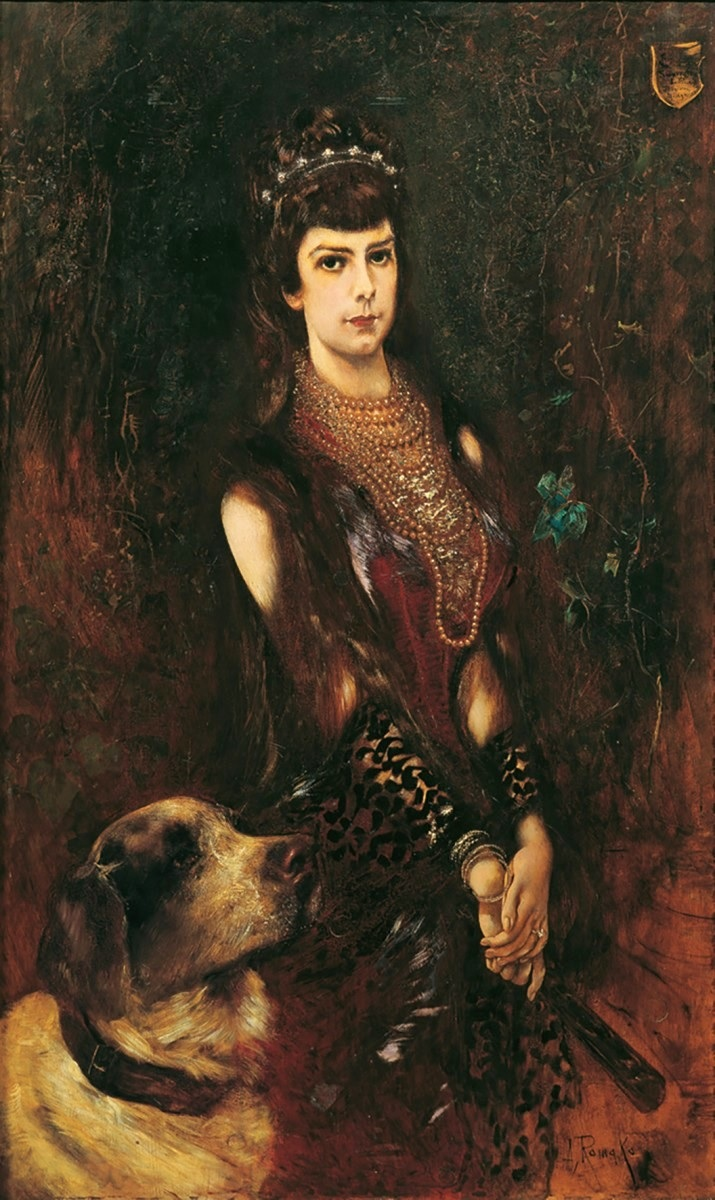
Cesarzowa Elżbieta (1883)